# 國務資政 (緬甸)
国务资政，又译为“国家顾问” ，是缅甸自2016年4月起设立的政治职务，其地位被外界视为相当于实行议会制前的缅甸总理，首任为昂山素季，但在2021年2月1日的緬甸政變使她被解職後就此懸空。

## 背景
由昂山素季领导的全国民主联盟在2015年缅甸议会选举中获胜，但受由军方制定的《缅甸宪法》限制，由于昂山素季的已故丈夫和两个儿子都拥有英国国籍，她本人不能成为缅甸总统。昂山素姬在选举前曾表示如果在议会选举中获胜，她会凌驾于总统领导国家。
之后在2016年缅甸总统选举中，昂山素季的亲信廷觉当选总统，随后他提名昂山素季出任外交部與總統事務部長。其後廷觉向缅甸联邦议会提交设立国务资政的议案，并在4月获得通过，昂山素季被任命为首任国务资政，任期与总统一样为五年。由此，昂山素季获得高于其他内阁部长的权力和地位，其职责覆盖缅甸政府的各个部门，而同时作为国会两院最大党的领袖，其权力将会跨越行政和立法机关，相當於首席部長，但無法控制軍方勢力。

## 历任国务资政
| 任次 | 肖像                             | 姓名 （生卒）      | 任期         | 任期                       | 政党         | 内阁 | 内阁                    | 总统       | 最大政黨     | 選舉          |
| 任次 | 肖像                             | 姓名 （生卒）      | 就任         | 离任                       | 政党         | 内阁 | 内阁                    | 总统       | 最大政黨     | 選舉          |
| ---- | -------------------------------- | ------------------ | ------------ | -------------------------- | ------------ | ---- | ----------------------- | ---------- | ------------ | ------------- |
| 1    |                                  | 昂山素季 （1945–） | 2016年4月6日 | 2021年2月1日（遭軍方解職） | 全国民主联盟 | II   | 全国民主联盟 缅甸国防军 | 廷觉 →温敏 | 全国民主联盟 | 2015年 2020年 |
| 1    | 兼任缅甸外交部和总统府事务部部长 | 昂山素季 （1945–） |              |                            |              |      |                         |            |              |               |